# كريستيان هينريتش فون ناغل
كريستيان هينريتش فون ناغل (بالألمانية: Christian Heinrich von Nagel)‏ هو رياضياتي ألماني، ولد في 28 فبراير 1803 في شتوتغارت في ألمانيا، وتوفي في 27 أكتوبر 1882 في أولم في ألمانيا.